# Mateusz Ponitka
Mateusz Ponitka, né le 29 août 1993, à Ostrów Wielkopolski, en Pologne, est un joueur polonais de basket-ball. Il évolue aux postes d'arrière et d'ailier.

## Carrière
À l'été 2010, Ponitka participe avec la Pologne au Championnat du monde des 17 ans et moins qui se déroule à Hambourg. La Pologne est battue en finale par les États-Unis. Ponitka, deuxième meilleur marqueur de la compétition (19 points par rencontre, derrière le Chinois Guo Ailun), est nommé dans la meilleure équipe de la compétition avec le MVP américain Bradley Beal et son compatriote James McAdoo, le Canadien Kevin Pangos et le Polonais Przemysław Karnowski.
Au printemps 2011, il est invité au Nike Hoop Summit, rencontre dans laquelle s'affrontent les meilleurs espoirs américains et du reste du monde. Il y marque 17 points.
Considéré comme l'un des meilleurs espoirs du basket-ball polonais, Ponitka est réputé pour la précision de son tir extérieur, sa capacité à pénétrer vers le panier et sa défense.
En juillet 2019, Ponitka quitte le Lokomotiv Kouban-Krasnodar et signe un contrat de deux ans avec le Zénith Saint-Pétersbourg, qui participe à l'Euroligue 2019-2020. Lors de la saison 2020-2021, le Zénith se qualifie pour les play-offs en Euroligue et en VTB United League (premier de la saison régulière, le Zénith est éliminé en demi-finale par le CSKA Moscou). En juin 2021, Ponitka renouvelle son engagement avec le Zénith pour trois saisons.
Après l'invasion de l'Ukraine par la Russie en février 2022, Ponitka quitte le Zénith.
En août 2022, Ponitka signe un contrat de trois mois avec le Pallacanestro Reggiana, club italien de première division.
En septembre 2022, Ponitka participe au championnat d'Europe avec la Pologne. Lors du quart de finale victorieux face à la Slovénie de Luka Dončić, Ponitka réalise le troisième triple-double de l'histoire de la compétition avec 26 points, 16 rebonds et 10 passes décisives.
Après ses bonnes prestations lors du championnat d'Europe où la Pologne atteint la demi-finale, Ponitka quitte la Reggiana (avec laquelle il n'a joué aucune rencontre) et s'engage fin septembre 2022 pour la saison 2022-2023 avec le Panathinaïkós, club athénien qui participe à l'EuroLigue.
Le 13 juillet 2023, il signe avec le Partizan Belgrade pour un contrat de deux saisons.

## Palmarès
- Meilleur espoir de l'EuroCoupe 2015-2016.